# Reinhold Schwarz (Mediziner, 1929)
Reinhold Schwarz (* 25. Juli 1929 in Stuttgart; † 1. Dezember 2017) war ein deutscher Frauenarzt und Direktor der Universitätsfrauenklinik Rostock.

## Leben und Wirken
Schwarz wurde als Sohn von Rudolf Schwarz und seiner Frau Frida Schwarz, geb. Schaffert, 1929 geboren. Er ging ab 1937 in Leipzig zur Schule legte dort 1948 auch sein Abitur ab. Von 1948 bis 1953 studierte Schwarz Medizin an der Universität Leipzig und wurde dort 1953 promoviert. Er absolvierte seine Pflichtassistenz zu großen Teilen in der chirurgischen Abteilung des Bergmannskrankenhauses Klettwitz in der Niederlausitz. 1955 begann er seine Weiterbildung an der Universitätsfrauenklinik Leipzig, welche er nach einem Wechsel 1958 an die Universität Rostock 1959 mit dem Facharzt für Gynäkologie und Geburtshilfe abschloss. Danach wurde Reinhold Schwarz zum Oberarzt ernannt. Nach seiner Habilitation 1963 unter Helmut Kyank wurde er 1964 Dozent und Stellvertretender Klinikdirektor. 1972 schloss er eine weitere Facharztweiterbildung als Facharzt für Radiologie ab. 1974 wurde Schwarz zum Ordentlichen Professor für Gynäkologie und Geburtshilfe berufen und übernahm 1993 als C4-Professor und Nachfolger von Hans Wilken das Direktorat der Rostocker Universitätsfrauenklinik, die er bis zu seiner Emeritierung 1997 leitete. Von 1978 bis 1981 lehrte er auch als Visiting Professor an der Universität Basra (Irak).
Nach der Wende war Reinhold Schwarz initiierendes Gründungsmitglied des Berufsverbands der Frauenärzte in Mecklenburg-Vorpommern. Er gehörte neben Martin Link (1934–2005), Dresden, Hans-Joachim Seewald (* 1937), Jena, und Wolfgang Weise (1938–2006), Magdeburg, zu den Ersten, die sich um den Aufbau der Strukturen des Verbandes in den neuen Bundesländern bemühten. 1989 wurde Schwarz als erster Präsident der Gesellschaft für Gynäkologie und Geburtshilfe der DDR frei gewählt. In dieser Funktion war er maßgeblich an der Vereinigung der ehemaligen Regionalgesellschaft für Gynäkologie und Geburtshilfe der drei Nordbezirke Rostock, Schwerin und Neubrandenburg mit der Nordwestdeutschen Gesellschaft für Gynäkologie und Geburtshilfe zur heutigen Norddeutschen Gesellschaft für Gynäkologie und Geburtshilfe beteiligt. Diese ist eine Regionalgesellschaft der Deutschen Gesellschaft für Gynäkologie und Geburtshilfe.

## Würdigung
Reinhold Schwarz war seit 1983 Mitglied der Deutschen Akademie der Naturforscher Leopoldina. Von 1988 bis 1993 war er wissenschaftliches Mitglied der Society of European Oncology und übte von 1993 bis 1996 die Funktion des Stellvertretenden Ärztlichen Direktors des Klinikums der Medizinischen Fakultät Rostock aus.
Weitere Ehrungen:
- 1999: Ehrenmitglied der Norddeutschen Gesellschaft für Gynäkologie und Geburtshilfe
- 2002: Ehrenmitglied der Österreichischen Gesellschaft für Gynäkologie und Geburtshilfe

## Schriften (Auswahl)
Von 1982 bis 1995 war Reinhold Schwarz Schriftleiter des Zentralblatts für Gynäkologie.
- Helmut Kyank, Karlheinz Sommer, Reinhold Schwarz (Hrsg.): Lehrbuch der Geburtshilfe. Georg Thieme, Leipzig, 1971
- Helmut Kyank, Reinhold Schwarz (Hrsg.): Gynäkologische Operationen. Johann Ambrosius Barth, Leipzig, 1986
- Reinhold Schwarz, Ulrich Retzke: Gynäkologie und Geburtshilfe: eine Einführung für Studenten. Volk und Gesundheit, Berlin, 1977
- Reinhold Schwarz: Die Geschichte der Universitäts-Frauenklinik Rostock 1887–1997: Was ist geblieben? Gynäkologisch-geburtshilfliche Rundschau 38 (1998), 151–157, doi:10.1159/000022254